# Sea You Later
Sea You Later – drugi album studyjny zabrzańskiego duetu The Dumplings, który został wydany 13 listopada 2015 przez Warner Music Poland. Płytę promowały single „Nie gotujemy” i „Kocham być z tobą”. Materiał z albumu można było usłyszeć w trakcie występu zespołu na Open’er Festival 2015.
28 października 2016 roku wydano edycję specjalną albumu, która zawiera 6 dodatkowych utworów, zmieniono również poligrafię, w której zamieszczono niepublikowane dotąd fotografie członków zespołu. Album w nowej edycji promował singiel „Kto zobaczy”, a także trasa koncertowa „Kto Zobaczy 2016”.
Nagrania uzyskały status złotej płyty.

## Lista utworów
1. „Odyseusz”
2. „Blue Flower”
3. „Możliwość wyspy”
4. „Dark Side”
5. „Kocham być z tobą”
6. „Don't Be Afraid”
7. „Love”
8. „Nie gotujemy”
9. „Nightmare”
10. „Sama wkracza w pustkę”
11. „Tide of Time”

Utwory dodane w edycji specjalnej:
12. „Piękne dłonie”
13. „Oddychasz”
14. „VIF”
15. „When Love Is Gone”
16. „Kto zobaczy”
17. „Coffee And Cigarettes”

## Nagrody i wyróżnienia
- „Najlepsze polskie płyty 2015 roku” według muzycznego portalu BrandNewAnthem.pl: miejsce 12.[10]
- „Najlepsze płyty roku 2015 – Polska” według Wyborczej / mediów Agory: 19. miejsce[11]